# Hypolimnas albosignata
Hypolimnas albosignata är en fjärilsart som beskrevs av Talbot 1932. Hypolimnas albosignata ingår i släktet Hypolimnas och familjen praktfjärilar. Inga underarter finns listade i Catalogue of Life.